# Легка атлетика на Літній універсіаді 2005
Змагання з легкої атлетики на Літній універсіаді 2005 проходили 15-20 серпня в Ізмірі на стадіоні «Ізмір-Ататюрк».

## Призери

### Чоловіки
| Дисципліни                | Золото                                                                   | Золото   | Срібло                                                                                    | Срібло   | Бронза                                                                                            | Бронза   |
| ------------------------- | ------------------------------------------------------------------------ | -------- | ----------------------------------------------------------------------------------------- | -------- | ------------------------------------------------------------------------------------------------- | -------- |
| 100 метрів                | Ху Кай КНР                                                               | 10,30    | Андрій Єпішин Росія                                                                       | 10,43    | Сандру Віана Бразилія                                                                             | 10,49    |
| 200 метрів                | Лі Джуліус ПАР                                                           | 20,56    | Такахіра Сіндзі Японія                                                                    | 20,93    | Пол Гессіон Ірландія                                                                              | 21,02    |
| 400 метрів                | Марвін Ессор Ямайка                                                      | 45,99    | Девейн Барретт Ямайка                                                                     | 46,14    | Ямануті Юкі Японія                                                                                | 46,15    |
| 800 метрів                | Фабіану Песанья Бразилія                                                 | 1.46,01  | Селахаттін Чобаноглу Туреччина                                                            | 1.47,49  | Максим Адамович Росія                                                                             | 1.47,50  |
| 1500 метрів               | Іван Гешко Україна                                                       | 3.49,49  | Ендрю Беддлі Велика Британія                                                              | 3.50,90  | Вінсент Роно Кенія                                                                                | 3.51,48  |
| 5000 метрів               | Вілсон Бусеней Уганда                                                    | 13.38,81 | Рейд Кулсет Канада                                                                        | 13.39,90 | Саймон Ндірангу Кенія                                                                             | 13.43,47 |
| 10000 метрів              | Вілсон Бусеней Уганда                                                    | 28.27,57 | Мохамед Фаділь Марокко                                                                    | 28.31,86 | Карім ель Мабхур Марокко                                                                          | 28.43,15 |
| 110 метрів з бар'єрами    | Матеуш Іносенсіу Бразилія                                                | 13,45    | Джаред Мак-Леод Канада                                                                    | 13,67    | Сергій Демидюк Україна                                                                            | 13,69    |
| 400 метрів з бар'єрами    | Нарісако Кендзі Японія                                                   | 48,96    | Койке Такаюкі Японія                                                                      | 49,75    | Грег Літтл Ямайка                                                                                 | 49,77    |
| 3000 метрів з перешкодами | Халіл Аккаш Туреччина                                                    | 8.30,16  | Йон Лучанов Молдова                                                                       | 8.30,66  | Рубен Рамолефі ПАР                                                                                | 8.31,53  |
| 4×100 метрів              | ІталіяЛука Вердекк'я Алессандро Рокко Масіміліано Донаті Стефано Анческі | 39,25    | ЯпоніяКітамура Кадзуя Айкава Масая Мінамі Масая Такахіра Сіндзі                           | 39,29    | Велика БританіяГейвін Істман Тайрон Едгар Даррен Чін Тімоті Абеї                                  | 39,41    |
| 4×400 метрів              | ПольщаРафал Верушевський Данієль Дабровський Пйотр Кедзя Пйотр Климчак   | 3.02,57  | ЯпоніяОта Кадзунорі Горігоме Йосіхіро Ямагуті Юкі Нарісако Кендзі Такахіра Сіндзі (забіг) | 3.03,20  | РосіяДмитро Петров Олександр Борщенко Костянтин Свєчкар Владислав Фролов Михайло Ліпський (забіг) | 3.03,33  |
| Ходьба 20 кілометрів      | Хуан Мануель Моліна Іспанія                                              | 1:24.06  | Кім Хьон Соп Південна Корея                                                               | 1:24.42  | Моріока Койтіро Японія                                                                            | 1:25.18  |
| Напівмарафон              | Вілсон Бусеней Уганда                                                    | 1:03.47  | Тагамі Такаюкі Японія                                                                     | 1:03.48  | Мохамед Фаділь Марокко                                                                            | 1:03.52  |
| Стрибки у висоту          | Александр Валер'янчик Польща                                             | 2,30     | Геннадій Мороз Білорусь                                                                   | 2,26     | Мартін Бернард Велика Британія                                                                    | 2,23     |
| Стрибки з жердиною        | Б'єрн Отто Німеччина                                                     | 5,80 UR  | Констадінос Філіппідіс Греція                                                             | 5,75     | Олександр Корчмід Україна                                                                         | 5,70     |
| Стрибки в довжину         | Володимир Зюськов Україна                                                | 8,06     | Іссам Німа Алжир                                                                          | 8,02     | Стефано Дакастело Італія                                                                          | 7,95     |
| Потрійний стрибок         | Олександр Сергеєв Росія                                                  | 16,72    | Стівен Шолдерс Велика Британія                                                            | 16,67    | Микола Саволайнен Україна                                                                         | 16,67    |
| Штовхання ядра            | Томаш Маєвський Польща                                                   | 20,60    | Тааві Пеєтре Естонія                                                                      | 20,02    | Антон Любославський Росія                                                                         | 19,40    |
| Метання диска             | Герд Кантер Естонія                                                      | 65,29    | Омар Ахмед ель Газалі Єгипет                                                              | 62,28    | Габор Мате Угорщина                                                                               | 61,91    |
| Метання молота            | Вадим Дев'ятовський Білорусь                                             | 79,13    | Ешреф Апак Туреччина                                                                      | 76,18    | Валерій Святохо Білорусь                                                                          | 74,71    |
| Метання списа             | Айнарс Ковальс Латвія                                                    | 80,67    | Теро Ярвенпяя Фінляндія                                                                   | 79,61    | Штефан Мюллер Швейцарія                                                                           | 78,56    |
| Десятиборство             | Олександр Пархоменко Білорусь                                            | 8051     | Франсуа Гурме Бельгія                                                                     | 7792     | Надір ель Фассі Франція                                                                           | 7724     |

### Жінки
| Дисципліни                | Золото                                                                     | Золото     | Срібло                                                             | Срібло   | Бронза                                                                                             | Бронза   |
| ------------------------- | -------------------------------------------------------------------------- | ---------- | ------------------------------------------------------------------ | -------- | -------------------------------------------------------------------------------------------------- | -------- |
| 100 метрів                | Ольга Халандирьова Росія                                                   | 11,43      | Айліс Мак-Свіні Ірландія                                           | 11,68    | Ніколетт Ліштар Угорщина                                                                           | 11,71    |
| 200 метрів                | Наталія Іванова Росія                                                      | 23,28      | Олена Яковлєва Росія                                               | 23,45    | Елоді Уедраого Бельгія                                                                             | 23,62    |
| 400 метрів                | Наталія Назарова Росія                                                     | 51,31      | Фату Бінту Фаль Сенегал                                            | 51,33    | Тетяна Росланова Росія                                                                             | 52,46    |
| 800 метрів                | Світлана Клюка Росія                                                       | 2.00,80    | Бінназ Услу Туреччина                                              | 2.01,42  | Мерілін Окоро Велика Британія                                                                      | 2.01,90  |
| 1500 метрів               | Олеся Сир'єва Росія                                                        | 4.12,69    | Тетяна Головченко Україна                                          | 4.12,73  | Лю Цин КНР                                                                                         | 4.12,76  |
| 5000 метрів               | Кім Сміт Нова Зеландія                                                     | 15.29,18   | Тетяна Головченко Україна                                          | 15.44,92 | Джолін Бірн Ірландія                                                                               | 15.56,01 |
| 10000 метрів              | Сато Ері Японія                                                            | 34.12,06   | Цзен Гуан КНР                                                      | 34.57,57 | Мері Девіс Нова Зеландія                                                                           | 35.58,20 |
| 110 метрів з бар'єрами    | Мір'ям Ліймаск Естонія                                                     | 12,96      | Тетяна Павлій Росія                                                | 13,01    | Дерваль О'Рурк Ірландія                                                                            | 13,02    |
| 400 метрів з бар'єрами    | Марина Шиян Росія                                                          | 55,14      | Бенедетта Чеккареллі Італія                                        | 55,22    | Марта Хруст Польща                                                                                 | 55,49    |
| 3000 метрів з перешкодами | Лівія Тот Угорщина                                                         | 9.40,37 UR | Вікторія Мітчелл Австралія                                         | 9.47,54  | Тюркан Ерішміш Туреччина                                                                           | 9.50,32  |
| 4×100 метрів              | РосіяЄвгеня Полякова Ольга Халандирьова Олена Яковлєва Юлія Чермошанська   | 43,62      | ПольщаНаташа Вуо Орор Кассамбара Селін Теламон Адріанна Ламаль     | 43,73    | ІрландіяДерваль О'Рурк Анна Бойл Емілі Маер Айліс Мак-Свіні                                        | 44,69    |
| 4×400 метрів              | РосіяАнастасія Овчиннікова Наталія Іванова Олена Мигунова Наталія Назарова | 3.27,47    | ПольщаМоніка Бейнар Евеліна Сетовська Марта Хруст Гражина Прокопек | 3.27,71  | УкраїнаАнтоніна Єфремова Ольга Завгородня Наталія Пигида Лілія Пілюгіна Анастасія Рабченюк (забіг) | 3.28,23  |
| Ходьба 20 кілометрів      | Цзян Цюянь КНР                                                             | 1:33.13 UR | Вера Сантуш Португалія                                             | 1:33.54  | Тетяна Сибільова Росія                                                                             | 1:34.16  |
| Напівмарафон              | Лі Ін Чін Південна Корея                                                   | 1:14.31    | Кідзакі Рьоко Японія                                               | 1:14.34  | Чан Сон Ок Південна Корея                                                                          | 1:14.50  |
| Стрибки у висоту          | Ганна Чичерова Росія                                                       | 1,90       | Ірина Коваленко Україна                                            | 1,88     | Аріане Фрідріх Німеччина                                                                           | 1,88     |
| Стрибки з жердиною        | Юлія Гюттер Німеччина                                                      | 4,25       | Надін Рор Швейцарія                                                | 4,20     | Дімітра Еммануїл Греція                                                                            | 4,20     |
| Стрибки в довжину         | Людмила Колчанова Росія                                                    | 6,79       | Найде Гомеш Португалія                                             | 6,56     | Наталія Лебусова Росія                                                                             | 6,51     |
| Потрійний стрибок         | Ван Ін КНР                                                                 | 14,12      | Ольга Саладуха Україна                                             | 13,96    | Надія Баженова Росія                                                                               | 13,90    |
| Штовхання ядра            | Наталія Хоронеко Білорусь                                                  | 18,86      | Лі Мейцзюй КНР                                                     | 18,48    | Міслейдіс Гонсалес Куба                                                                            | 18,26    |
| Метання диска             | Вйолетта Потепа Польща                                                     | 62,10      | Сун Аймінь КНР                                                     | 61,74    | Драгана Томашевич Чорногорія                                                                       | 59,92    |
| Метання молота            | Каміла Сколімовська Польща                                                 | 72,75      | Лю Інхуей КНР                                                      | 72,51    | Естер Балассіні Італія                                                                             | 70,13    |
| Метання списа             | Барбора Шпотакова Чехія                                                    | 60,73      | Ма Нін КНР                                                         | 59,18    | Джустін Роббісон ПАР                                                                               | 58,70    |
| Семиборство               | Людмила Блонська Україна                                                   | 6297       | Сімоне Оберер Швейцарія                                            | 5996     | Джессіка Енніс Велика Британія                                                                     | 5910     |

## Медальний залік
| Місце                | Країна               | Золото | Срібло | Бронза | Загалом |
| -------------------- | -------------------- | ------ | ------ | ------ | ------- |
| 1                    | Росія                | 11     | 3      | 6      | 20      |
| 2                    | Польща               | 5      | 1      | 1      | 7       |
| 3                    | КНР                  | 3      | 5      | 1      | 9       |
| 4                    | Україна              | 3      | 4      | 4      | 11      |
| 5                    | Білорусь             | 3      | 1      | 1      | 5       |
| 6                    | Уганда               | 3      | 0      | 0      | 3       |
| 7                    | Японія               | 2      | 5      | 2      | 9       |
| 8                    | Естонія              | 2      | 1      | 0      | 3       |
| 9                    | Бразилія             | 2      | 0      | 1      | 3       |
| 9                    | Німеччина            | 2      | 0      | 1      | 3       |
| 11                   | Туреччина            | 1      | 3      | 1      | 5       |
| 12                   | Італія               | 1      | 1      | 2      | 4       |
| 13                   | Ямайка               | 1      | 1      | 1      | 3       |
| 14                   | Південна Корея       | 1      | 1      | 0      | 2       |
| 15                   | Угорщина             | 1      | 0      | 2      | 3       |
| 16                   | Нова Зеландія        | 1      | 0      | 1      | 2       |
| 16                   | ПАР                  | 1      | 0      | 1      | 2       |
| 18                   | Іспанія              | 1      | 0      | 0      | 1       |
| 18                   | Латвія               | 1      | 0      | 0      | 1       |
| 18                   | Чехія                | 1      | 0      | 0      | 1       |
| 21                   | Велика Британія      | 0      | 2      | 4      | 6       |
| 22                   | Швейцарія            | 0      | 2      | 1      | 3       |
| 23                   | Канада               | 0      | 2      | 0      | 2       |
| 23                   | Португалія           | 0      | 2      | 0      | 2       |
| 25                   | Ірландія             | 0      | 1      | 4      | 5       |
| 26                   | Марокко              | 0      | 1      | 3      | 4       |
| 27                   | Бельгія              | 0      | 1      | 1      | 2       |
| 27                   | Греція               | 0      | 1      | 1      | 2       |
| 27                   | Північна Корея       | 0      | 1      | 1      | 2       |
| 27                   | Франція              | 0      | 1      | 1      | 2       |
| 31                   | Єгипет               | 0      | 1      | 0      | 1       |
| 31                   | Австралія            | 0      | 1      | 0      | 1       |
| 31                   | Алжир                | 0      | 1      | 0      | 1       |
| 31                   | Молдова              | 0      | 1      | 0      | 1       |
| 31                   | Сенегал              | 0      | 1      | 0      | 1       |
| 31                   | Фінляндія            | 0      | 1      | 0      | 1       |
| 37                   | Кенія                | 0      | 0      | 2      | 2       |
| 38                   | Казахстан            | 0      | 0      | 1      | 1       |
| 38                   | Куба                 | 0      | 0      | 1      | 1       |
| 38                   | Сербія та Чорногорія | 0      | 0      | 1      | 1       |
| Загалом (40 збірних) | Загалом (40 збірних) | 46     | 46     | 46     | 138     |

## Виступ українців
| Чоловіки (11) | Чоловіки (11)       | Чоловіки (11) | Чоловіки (11)        |
| Місце         | Атлет               | Дисципліна    | Результат            |
| ------------- | ------------------- | ------------- | -------------------- |
| 1             | Іван Гешко          | 1500 м        | 3.49,49 (3.46,59)[a] |
| 1             | Володимир Зюськов   | довжина       | 8,06                 |
| 3             | Сергій Демидюк      | 110 м з/б     | 13,69 (13,65)        |
| 3             | Олександр Корчмід   | жердина       | 5,70                 |
| 3             | Микола Саволайнен   | потрійний     | 16,67                |
|               | Андрій Твердоступ   | 400 м         | 46,55                |
|               | Вадим Слободенюк    | 3000 м з/п    | 8.34,41              |
|               | Юрій Крімаренко     | висота        | 2,20                 |
|               | Дмитро Барановський | напівмарафон  | 1:06.30              |
| пф            | Костянтин Васюков   | 100 м         | 10,87 (10,58)        |
| кв            | Олексій Семенов     | диск          | 56,74                |

| Жінки (14) | Жінки (14)                                                                                  | Жінки (14)   | Жінки (14)    |
| Місце      | Атлетка                                                                                     | Дисципліна   | Результат     |
| ---------- | ------------------------------------------------------------------------------------------- | ------------ | ------------- |
| 1          | Людмила Блонська                                                                            | семиборство  | 6297          |
| 2          | Тетяна Головченко                                                                           | 1500 м       | 4.12,73       |
| 2          | Тетяна Головченко                                                                           | 5000 м       | 15.44,92      |
| 2          | Ірина Коваленко                                                                             | висота       | 1,88          |
| 2          | Ольга Саладуха                                                                              | потрійний    | 13,96         |
| 3          | Антоніна Єфремова Ольга Завгородня Наталія Пигида Лілія Лобанова Анастасія Рабченюк (забіг) | 4×400 м      | 3.28,23       |
|            | Наталія Пигида                                                                              | 200 м        | 23,72 (23,40) |
|            | Валентина Горпинич                                                                          | 3000 м з/п   | 10.03,31      |
|            | Ольга Завгородня                                                                            | 400 м        | 53,53         |
|            | Наталія Фокіна                                                                              | диск         | 56,47         |
|            | Надія Боровська                                                                             | ходьба 20 км | 1:42.44       |
| пф         | Анастасія Рабченюк                                                                          | 400 м        | 57,13         |
| пф         | Оксана Волосюк                                                                              | 400 м        | 57,86         |
| заб        | Неля Непорадна                                                                              | 800 м        | DNS           |

a  У дужках вказаний більш високий результат, що був показаний на попередній стадії змагань (у забігу чи кваліфікації).